# Blindweiler
Blindweiler (früher auch Blindenweiler oder Blindenweyler genannt) ist ein abgegangener Weiler auf der Gemarkung der Stadt Murrhardt. Über die Wüstung ist heute nicht mehr viel bekannt.

## Lage
Da sich von Blindweiler keine oberirdischen Reste erhalten haben, ist eine genaue Bestimmung der Lage nicht möglich. Die Siedlung befand sich im Waldgewann Blindweiler nördlich des Murrhardter Ortsteils Siegelsberg, in etwa zwischen dem Höllwiesenbächle im Süden und dem Blindweiler Bach im Norden.

## Geschichte
Über Blindweiler haben sich nicht viele Nachrichten erhalten. Dies könnte ein Hinweis darauf sein, dass der Ort schon früh abgegangen ist, wahrscheinlich vor dem Bauernaufstand von 1525. Während der Unruhen waren Urkunden des Klosters Murrhardt nach dem Kloster Lorch ausgelagert worden, wo diese bei einer Brandkatastrophe vernichtet wurden. In den nach dem Bauernkrieg entstandenen Unterlagen wurde Blindweiler dementsprechend kaum noch erwähnt. Im Lagerbuch der Murrhardter Weiler von 1575 ist das Gebiet des nicht mehr bewohnten Blindenweyler Wolfenbrück zugeteilt. Bemerkenswert ist, dass es im Jahre 1575 noch Ackerflächen in Blindweiler gab, die als Lehen des Klosters Murrhardt von einem Philipp Klenckh noch bewirtschaftet wurden. Heute ist der ganze Bereich bewaldet.